# جان نوردن

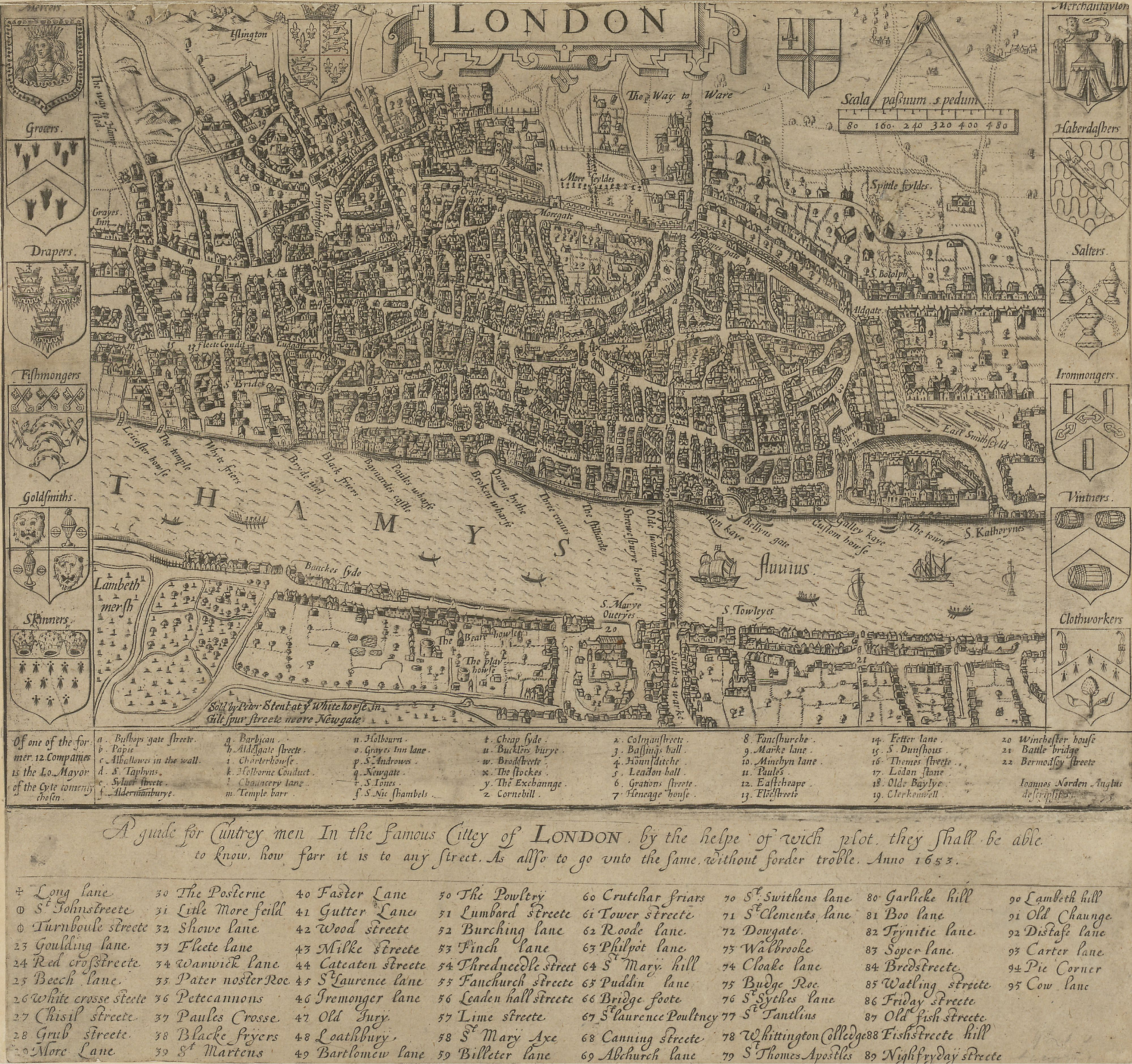
نقشه لندن از جان نوردن ترسیم شده در سال ۱۵۹۳ میلادی.

جان نوردن (انگلیسی: John Norden) جغرافیادان و نقشه‌کش اهل بریتانیا بود. او در سال ۱۵۹۳ میلادی کتاب آینه بریتانیا را منتشر کرد.